# 5316 Filatov
Az 5316 Filatov (ideiglenes jelöléssel 1982 UB7) a Naprendszer kisbolygóövében található aszteroida. Ljudmila Georgijevna Karacskina fedezte fel 1982. október 21-én.